# Kolobopetalum
Kolobopetalum é um género botânico pertencente à família Menispermaceae.

## Espécies
- Kolobopetalum auriculatum
- Kolobopetalum chevalieri
- Kolobopetalum exauriculatum
- Kolobopetalum leonense
- Kolobopetalum mayumbense
- Kolobopetalum minus
- Kolobopetalum ovatum
- Kolobopetalum salmonicolor
- Kolobopetalum suberosum
- Kolobopetalum tisseranti
- Kolobopetalum veilchianum

1. ↑  «Kolobopetalum — World Flora Online». www.worldfloraonline.org. Consultado em 19 de agosto de 2020